# Slaget vid Sankelmark
Slaget vid Sankelmark ägde rum den 6 februari 1864 under dansk-tyska kriget. Efter utrymningen av Danevirke var den danska armén på reträtt mot försvarsverken vid Dybbøl, när eftertrupperna i 7:e brigaden fick stridskontakt med förföljande österrikiska förband. I den följande striden lyckades de danska trupperna hejda österrikarna, och på så viss trygga den övriga arméns reträtt.

## Bakgrund
Trots att ha slagit tillbaka de preussiska anfallet i slaget vid Myssunde beslutade sig den danske överbefälhavaren, Christian de Meza, att utrymma Danevirke den 4 februari. Genom stark kyla och tungt snöfall förföljde tyska styrkor den retirerande danska armén. Den 6 februari kom de österrikiska förtrupperna i kontakt med de danska soldater som avdelats för att täcka reträtten.

## Slaget
Den danska styrkan gick genast till motanfall och lyckades, trots det hårda vädret, att hejda österrikarna. Under hårda strider gjorde österrikarna flera fruktlösa försök att bryta igenom de danska ställningarna. Slaget rasade sedan till mörkrets inbrott utan någon klar segrare. Under den följande natten drog sig de danska trupperna tillbaka från stridsområdet och återförenade sig med resten av armén.

## Följder
7:e brigadens framgångsrika försvarsstrid bidrog till att den danska reträtten mot Dybbøl tryggades. Reträtten kom dock som en chock för den danska allmänheten, varför de Meza omedelbart avskedades som befälhavare. 

### Webbkällor
- Rømningen af Dannevirke (Danska)
- Slaget ved Sankelmark (Schlacht bei Sankelmark) auf graenseforeningen.dk (Danska)